# Гасан-Джалал Дола
Гасан-Джалал Дола (дата рожд. неизв. — ум. после 1261 г., Казвин) — армянский князь, сюзерен Хачена с 1214 по 1261 годы. Происходил из армянской фамилии, представитель боковой ветви рода Сюни. Родоначальник княжеского рода Гасан-Джалалянов.

## Биография

### Происхождение

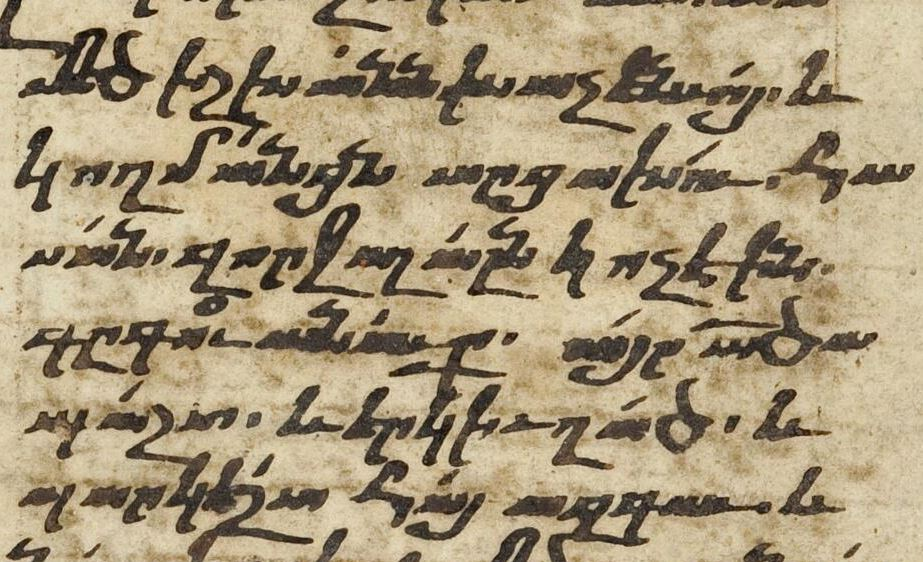
Страница из рукописи историка XIII века Киракоса Гандзакеци, где сообщается об этнической принадлежности Гасан-Джалала

Отцом Гасан-Джалала был Вахтанг Тонкик, представитель древнеармянского рода Сюни, и основатель боковой ветви династии — Вахтангянк. Мать Хоришах была дочерю Саркиса Закаряна и Саакандухт, представительницы рода Арцруни. После смерти мужа Хоришах отправилась в паломничество в Иерусалим. Роберта Эрвин называет это событие одной из примеров женского поломничества в средневековой армянской истории. Гасан-Джалал был женат на внучке последнего правителя Балка — области Другой Хабанд или Дизак. Имел три дочерей и сына Иванэ-Атабак. Один из западных специалистов по истории региона Роберт Хьюсен о происхождении Гасан-Джалала пишет:

Происхождение [Хасана-Джалала] можно проследить вплоть до IV века, и в его роду встречаются представители следующих домов: по мужской линии: 1) князья (позднее цари) Сюника. По линии нескольких княгинь, вышедших замуж за его предков, Хасан-Джалал происходил 2) от царей Армении или династии Багратуни, с центром в Ани; 3) от армянских царей Васпуракана династии Арцруни, с центром в районе Ван; 4) князей Гардмана; 5) персидской династии Сасанидов и 6) Аршакидов, второго царского дома Албании, которые в свою очередь, были потомками 7) царей древней Парфии (13).

Его современник историк Киракос Гандзакеци пишет о его этнической принадлежности:

…великий ишхан Хачена и областей Арцаха Гасан, которого ласково называли Джалалом — муж благочестивый, богобоязненный и скромный, армянин по происхождению.
Оригинальный текст (арм.)...մեծ իշխանն Խաչենոյ եւ կողմանցն Արցախու Հասան, զոր Ջալալն կոչէին գգուանօք, այր աստուածապաշտ եւ երկիւղած, եւ պարկեշտ հայ ազգաւ 

### Правление
Как отмечает «Британская энциклопедия», после завоевания Армении сначала Византией, затем и сельджуками в XI веке, Хачен оставался одним из тех регионов, где продолжало существовать армянское правление. С конца XI века в регионе отмечается постепенное усиление политического влияния Грузии. В конце XII века совместная армяно-грузинская армия нанесла поражение сельджукам, в результате чего в Нагорном Карабахе вновь возвысилось Хаченское княжество. 
Согласно В. Шнирельману, Гасан-Джалал Дола был наиболее значимым из княжей Хачена, одним из самых видных деятелей истории армянского Средневековья, глубоко религиозным человеком. 
В 1214 году унаследовал правление Нижним Хаченом, одновременно став главой Арцаха и окраинных областей. Носил титулы «владыка Хачена» (տէր Խաչենոյ), «князь Хачена» (իշխան Խաչենոյ), «великий князь Хачена и стран Арцахских» (մեծ իշխան Խաչենոյ եւ կողմանցն Արցախոյ), и т.д.. В титулатуре князей Хачена иногда встречается термин «Агванк» (Албания), однако пережиточно, в составе потерявших реальное значение титулов. Область была населена армянами и оставалась одним из остатков национально-государственного устройства после падения централизованного Армянского царства. 

#### Отношения с монголами

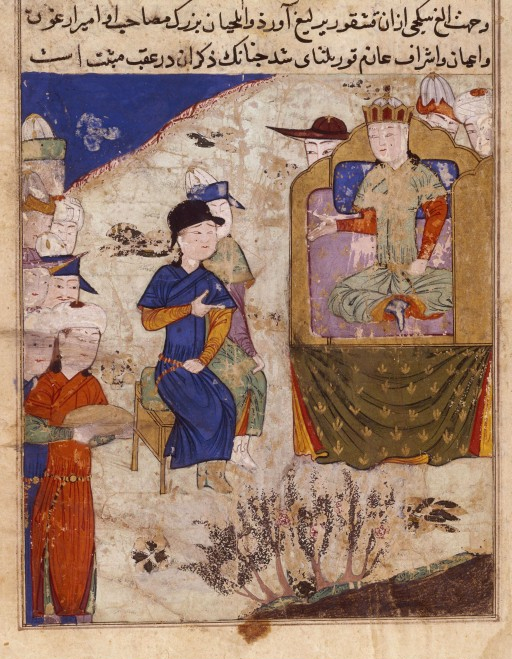
Аудиенция у хана Мунке, персидская миниатюра XV века

По словам С. Тихвинского, в крепости Хоханаберд Гасан-Джалал оказал монголам ожесточенное сопротивление. В 1236 году, после переговоров при посредничестве хаченского дворянина Григора Тга, de facto правитель Армении Аваг признал власть монголов. Вскоре Гасан-Джалал с некоторыми другими армянскими князями последовал его примеру. Согласно Э. Истмонду, Аваг убедил «правителя восточноармянской провинции Хачен "и многим другим" сдаваться монголам без боя». Его область подчинился непосредственно Чугбуга Нояну. Подобная тактика армянских князей, согласно Р. Шукурову, позволило получить обратно захваченные мусульманами свои владения. Благодаря такому сотрудничеству удалось сохранить Хаченское княжество. Гасан-Джалал получил определенные налоговые и политические привилегии. Сохранились данные о том, что он принимал монгольских чиновников — эльчи, обеспечивал их едой и лошадьми. Вероятно, как из-за этого, так и особых прав наместник в Иране Аргун-ака конфликтовал с ним. Для разрешения этого противостояния в 1251 году Гасан-Джалал посетил Золотую Орду и лично встретился с Сартаком и его отцом Батыем. Б. Дашдондог считает это решение мастерским дипломатическим ходом, когда Гасан-Джалал использовал противоречия между Ильханатом в Иране и Золотой Ордой на Руси. В результате он получил обратно области Чараберд, Акана и Каркарн, ранее захваченные сельджуками и грузинами. Хорошие отношения с Сартаком позволили вывести Хачен из-под сюзеренитета Грузии и князей Закаридов. Факт отразился в его титулатуре. В армянских лапидарных надписях конца XIII века Гасан-Джалал прозван «князем князей, владыкой Хачена» и «великим царем». В 1255 году он присоединился к Сартаку и вместе с семьей навестил великого хана Мунке, который даровал ему права enchű. Одновременно Гасан-Джалал принял обязательство каждый год пройти военную службу. Известно, что до этого он уже участвовал в походе Байджу против Гийас ад-Дина Кей-Хосрова II в 1243 году. В. Гордлевский объясняет этот факт желанием сохранить свою независимость и подчеркнуть лояльность перед монголами. Его политическое положение ещё больше укрепилась выдачей дочери Рузукан замуж за Бора-Нояна, сына Чормагана. Согласно  Д. Коробейникову, событие поспособствовало союзу армянского дворянства и монголов. Как отмечает Б. Дашдондог, политические отношения хаченского князя с Сартаком между 1251—1255 годами стали одним из примеров эффективного монголо-армянского сотрудничества. В 1261 году под предлогом неуплаты налогов Гасан-Джалал был убит в Казвине по приказу Аргун-ака. Несколькими годами ранее этому предшествовала смерть Сартака. Сын Иване-Атабак привёз тело отца и похоронил в Гандзасаре. По словам британского историка П. Джексона, казнь армянского князя делала Аргуна крайне ненавистным в глазах историка Киракоса.
При посредничестве Гасан-Джалала были установлены дипломатические отношения между Киликийским армянским царством и Монголией. 
Гасан-Джалал Дола, как отмечает российский историк А. Петрушевский, стал родоначальником знатной армянской фамилии Гасан-Джалалян. Потомки Гасан-Джалала продолжали править в Нагорном Карабахе вплоть до XVIII века.

### Культурно-строительная деятельность

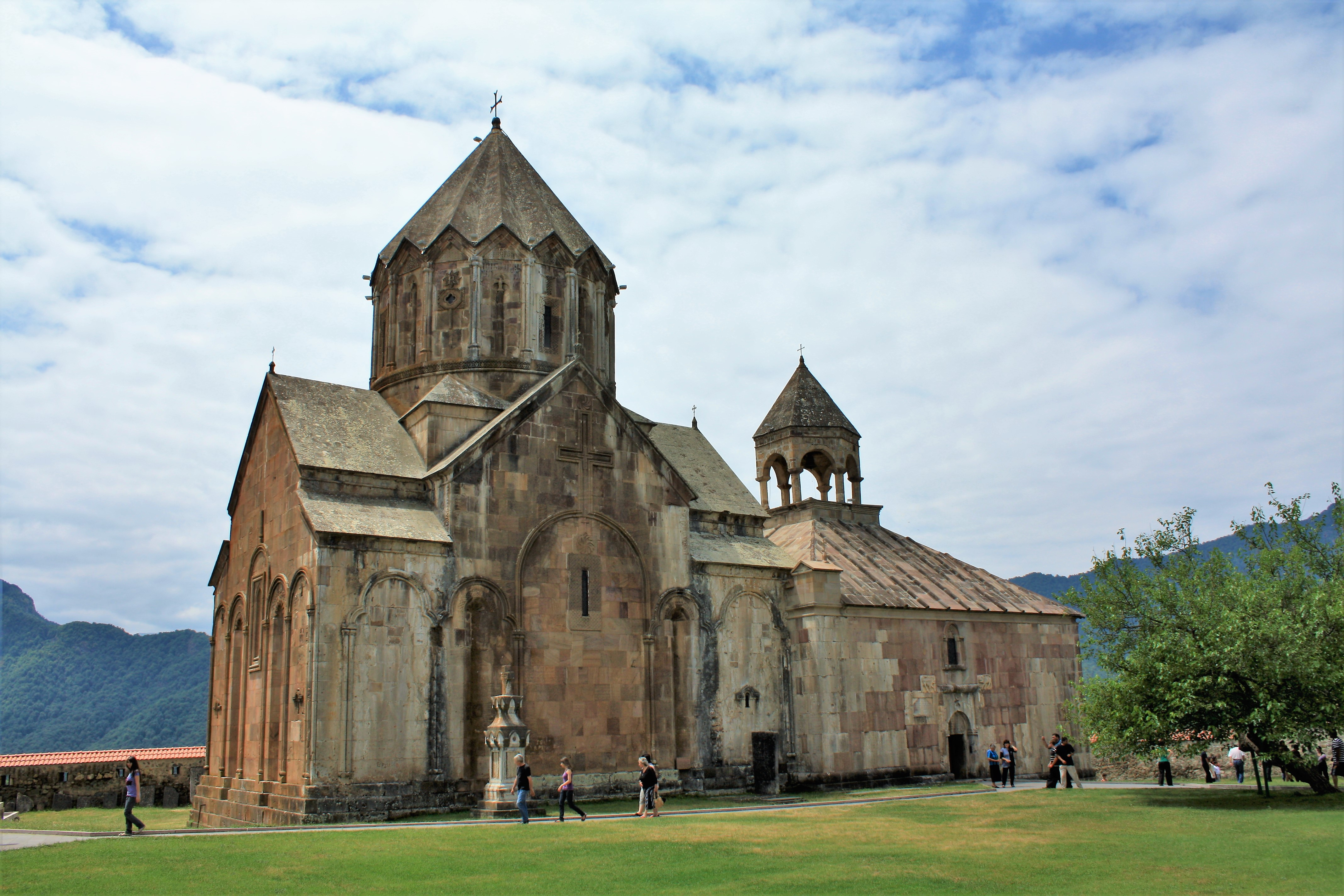
Гандзасарский монастырь, 1216—1238, гавит — 1261

Гасан-Джалал Дола вел значительную культурно-строительую деятельность. В годы его правления Арцах становится одним из областей где развивается армянская культура.
- В 1216—1238 был построен Гандзасарский монастырь, один из шедевров армянского средневекового зодчества[9]
- Вачарская церковь, полностью был восстановлен Кечарисский монастырь (1248)
- По его инициативе был составлен полный текст «Айсмавурка» (календарь церковных праздников) армянской церкви.
- Дворец Гасана-Джалал Дола в районе села Ванк, недалеко от Гандзасара.